# Cascaronia astragalina
Cascaronia es un género monotípico de plantas con flores  perteneciente a la familia Fabaceae. Su única especie, Cascaronia astragalina, es originaria de Sudamérica.

## Descripción
Es un árbol perennifolio que se encuentra a una altitud de 500 a 1500 metros en Jujuy, Salta y Tucumán de Argentina.

## Taxonomía
Cascaronia astragalina fue descrita por August Heinrich Rudolf Grisebach y publicado en Symbolae ad Floram Argentinam 100. 1879.